# 廣東十大美麗鄉村
广东十大美丽乡村是一個評選活動，由广东省委农村办公室、省人力资源社会保障厅、省文化和旅游厅、南方报业传媒集团联合主办，目前已舉辦兩屆。

## 列表

### 第一屆
- 广州从化区吕田镇莲麻村
- 汕尾海丰县附城镇新山村
- 韶关南雄市珠玑镇灵潭村
- 梅州蕉岭县三圳镇九岭村
- 江门开平市塘口镇自力村
- 河源东源县康禾镇仙坑村
- 梅州大埔县西河镇北塘村
- 佛山禅城区南庄镇紫南村
- 清远英德市浛洸镇鱼咀村
- 惠州惠城区三栋镇鹿颈村

### 第二屆
- 广州从化区温泉镇南平村
- 珠海唐家湾镇会同村
- 梅州大埔县西河镇漳北村
- 汕尾陆河县东坑镇共光村
- 湛江徐闻县角尾乡放坡村
- 茂名高州市根子镇元坝村
- 肇庆四会市罗源镇铁坑村
- 清远英德市连江口镇连樟村
- 潮州潮安区归湖镇狮峰村
- 揭阳揭西县金和镇山湖村